# Schloss Gützkow

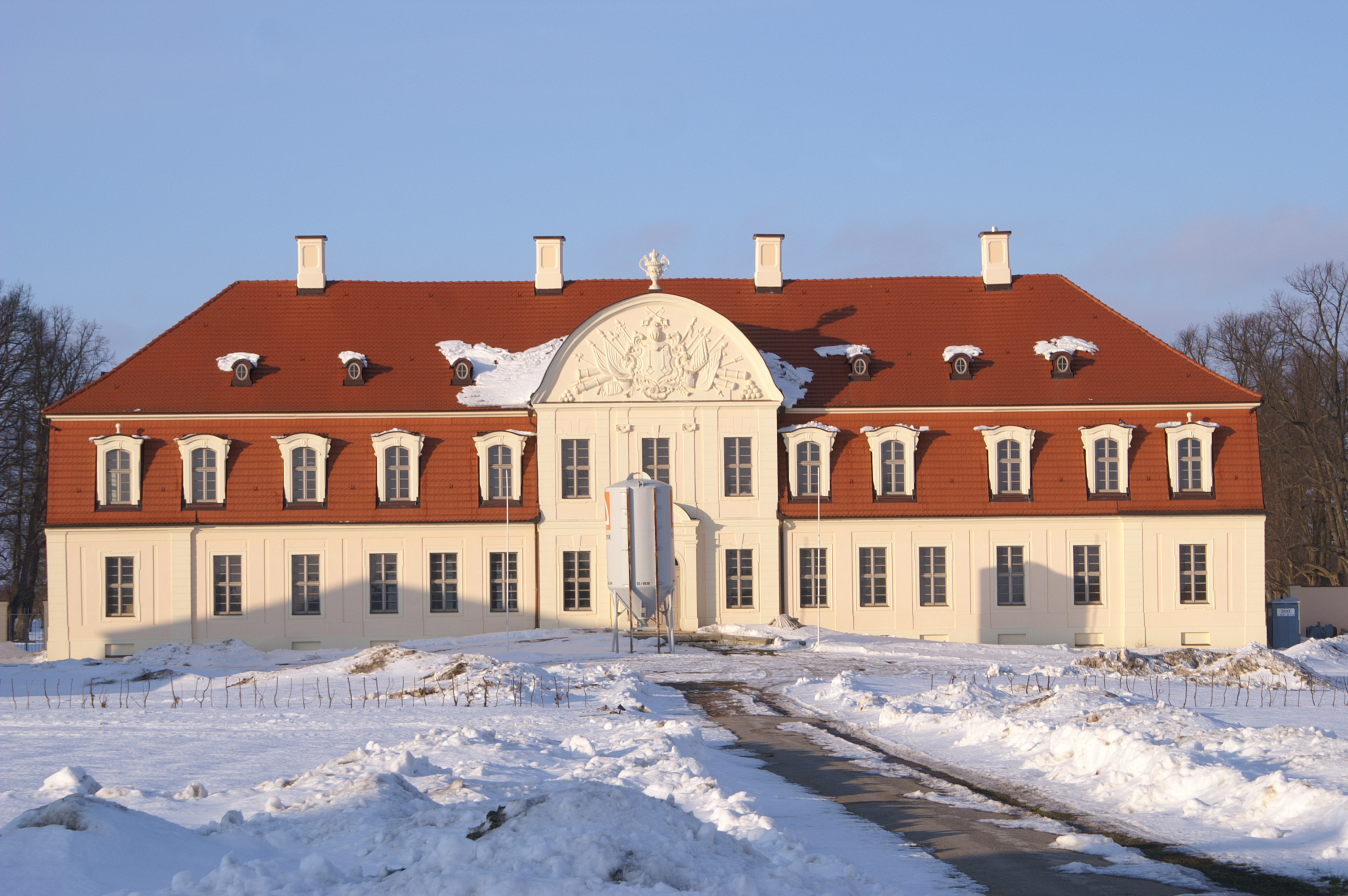
Schloss Gützkow, Hofseite (2010)

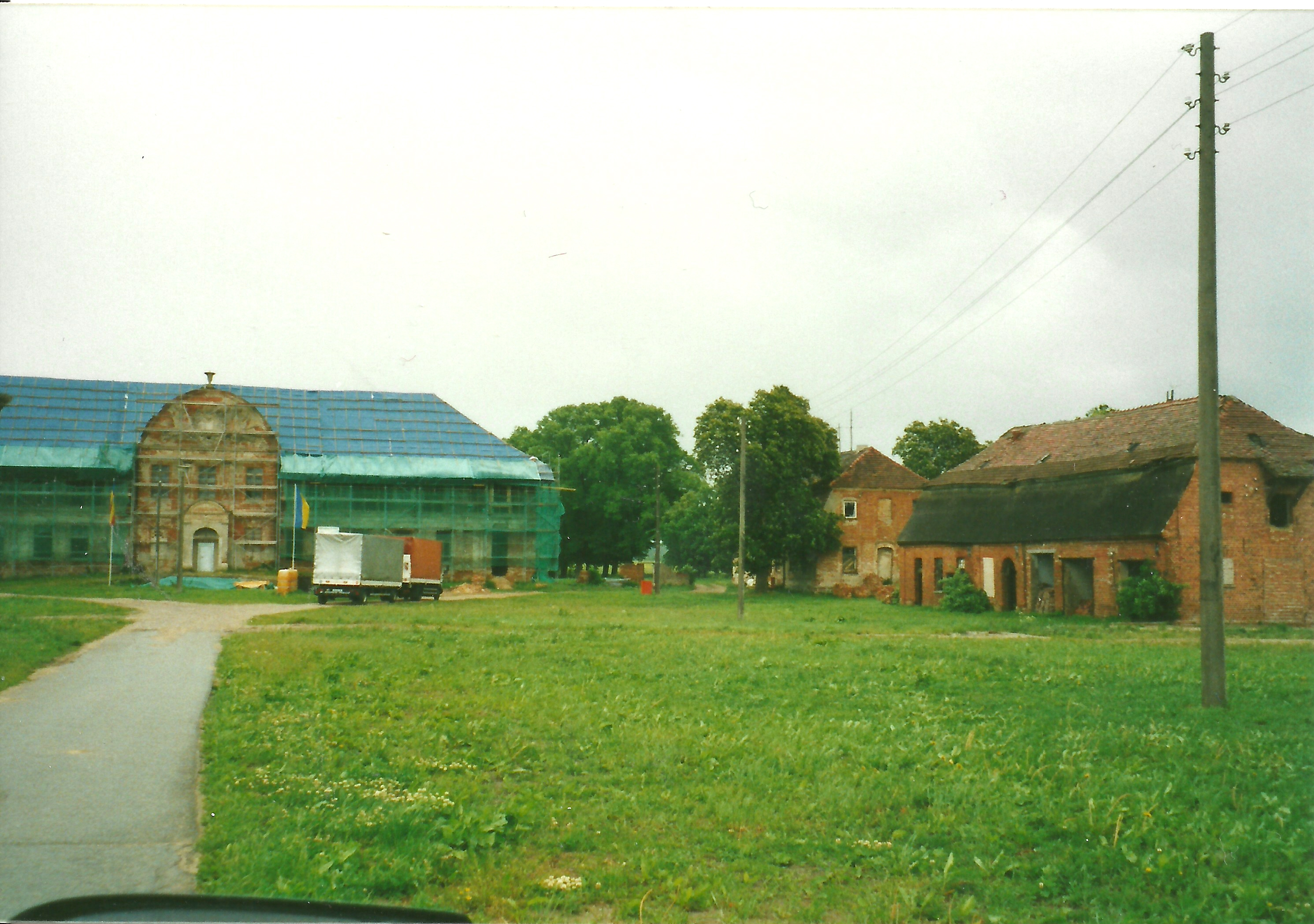
Herrenhaus Gützkow-Mecklenburg – Zustand 2001

Schloss Gützkow ist ein barockes Herrenhaus im Ortsteil Gützkow der Gemeinde Röckwitz im Landkreis Mecklenburgische Seenplatte. Das symmetrische Gebäudeensemble aus repräsentativem Herrenhaus und den flankierenden Kavaliershäusern bildet einen weitläufigen Ehrenhof.

## Geschichte des Gutes
Das Gut befand sich seit 1428 im Besitz der Familie von Maltzahn. 1579 wurde es an den Herzog von Mecklenburg verpfändet. 1617 übernahm die Familie von Preen das Gut als Pfandbesitz. 1692 wurde es an Lorenz von Blücher verkauft. Das Gutshaus wurde bis 1777 im Barockstil durch Adam von Blücher (1696–1781) errichtet.

## Geschichte des Gutshauses

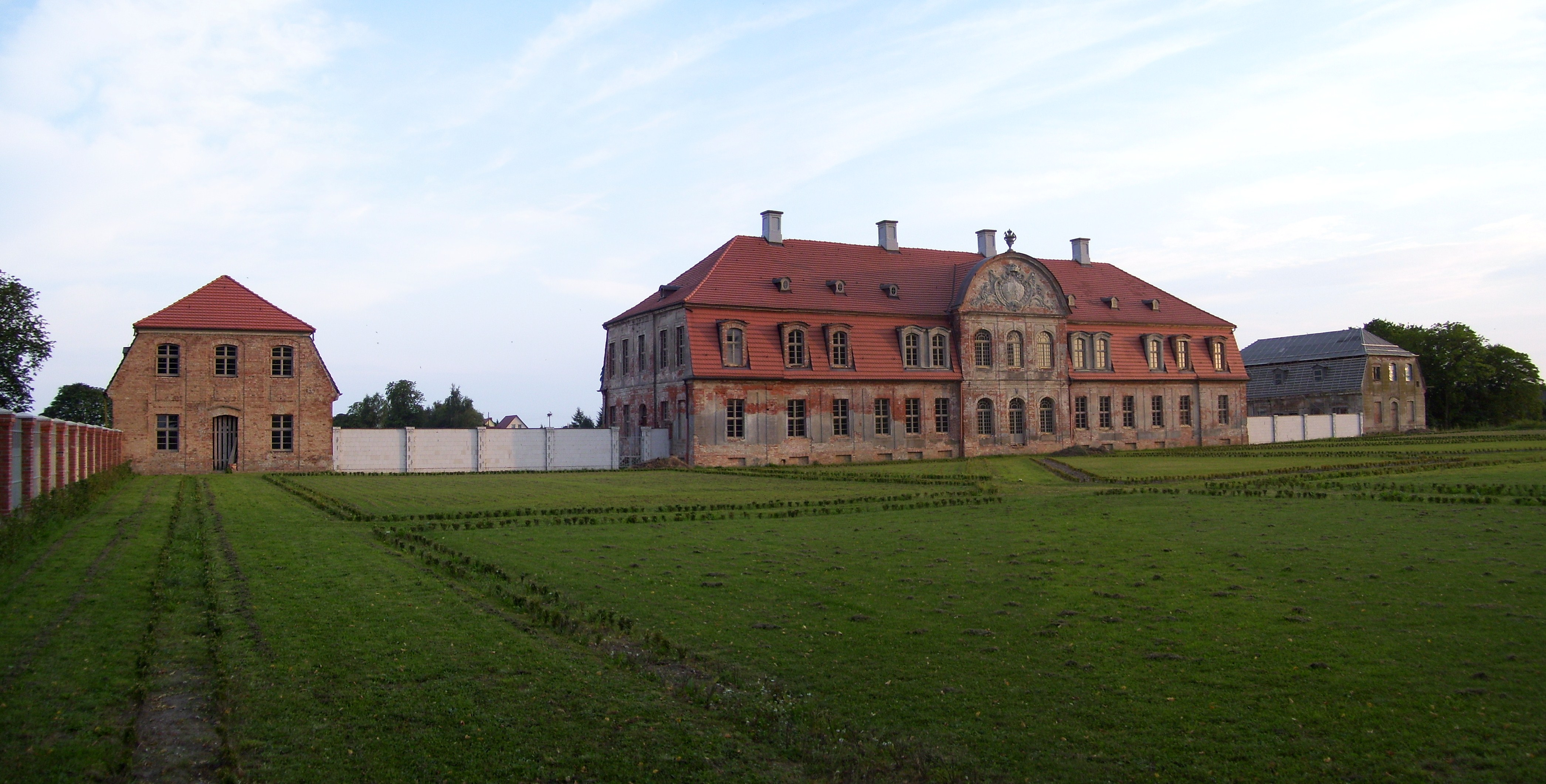
Parkseite (2007)

Adam von Blücher ließ das Herrenhaus und die umliegenden Gebäude in den Jahren 1770 bis 1777 erbauen, nachdem er das Gut Gützkow nach einem 14 Jahre andauernden Rechtsstreit zugesprochen bekommen hatte. Es ähnelt dem Gutshaus Tützpatz, hat wahrscheinlich den gleichen Architekten. Über dem Portal ist das Wappen der Familie von Blücher zu sehen.
1808 wurde das Gut an Graf Moltke auf Wolde verkauft, 1819 an Wilhelmine von Blücher. 1862 erbte die Familie von Maltzahn Gützkow und verkaufte das Gut 1937 an die Familie von Sydow.
Im Zuge der Bodenreform wurde 1945 der letzte Besitzer Siegfried von Sydow enteignet. Im Haus wurden Wohnungen eingerichtet. 
Ab 1985 stand das Gebäude leer und war vom Verfall bedroht. Im Jahre 1998 erwarb Helmuth Freiherr von Maltzahn, der auch Schloss Ulrichshusen wieder aufgebaut hat, die marode Anlage und begann mit dem Wiederaufbau. Von 1999 bis 2010 wurden umfangreiche Sanierungs- und Ausbauarbeiten durchgeführt. Schrittweise wurden Schloss, die beiden Kavaliershäuser, Gutsmauer mit Eingangsportal und Park restauriert. Geplant ist eine Wohnnutzung. Der Park entstand in der 1. Hälfte des 18. Jahrhunderts, er ist nur noch in Resten erhalten.
Schloss Gützkow ist seit 2001 Spielort für Freiluftveranstaltungen der Festspiele Mecklenburg-Vorpommern. 2006 wurde ein ehemaliger Rinderstall als Konzertsaal mit rund eintausend Plätzen eröffnet.

## Gebäude

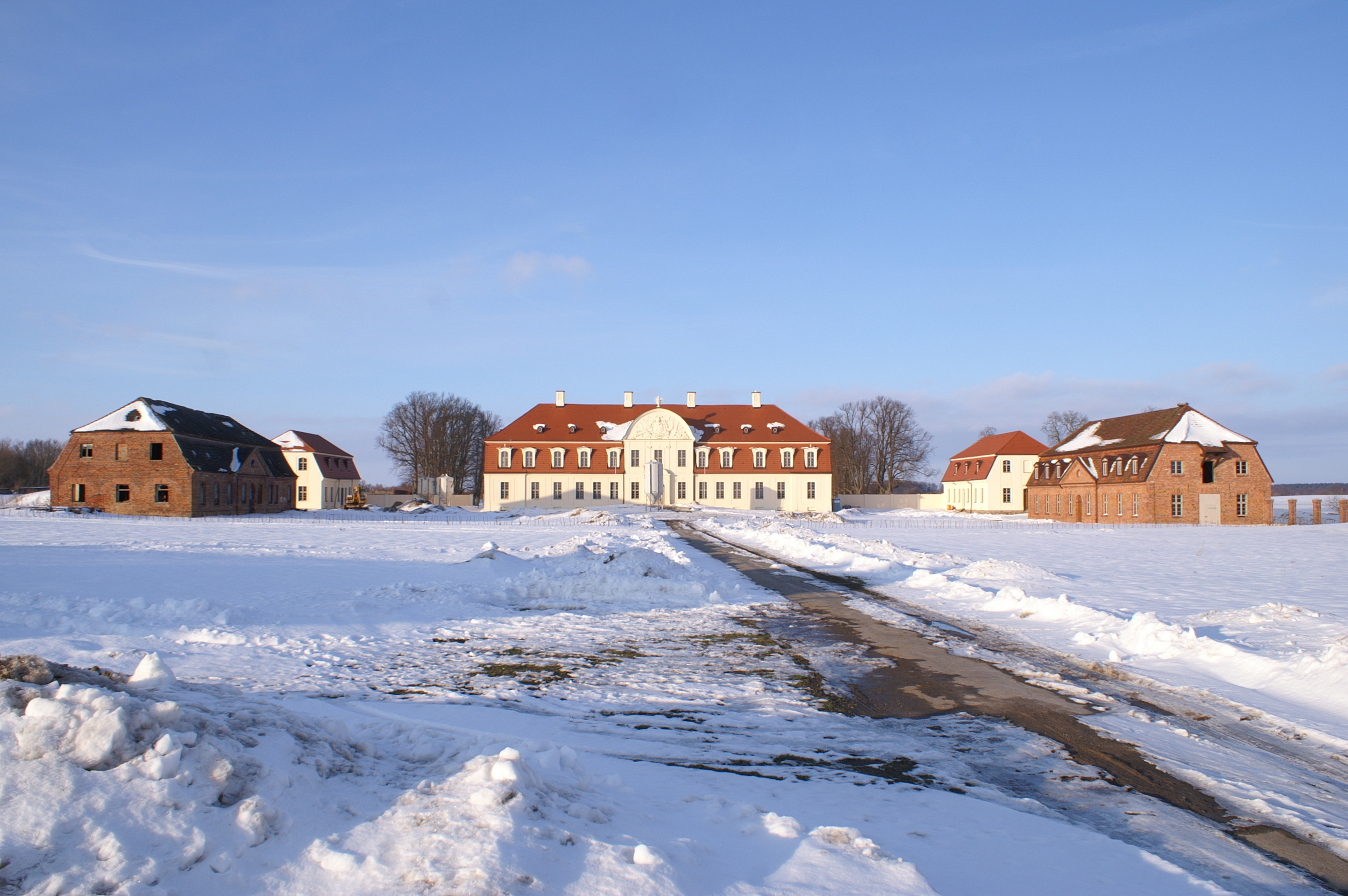
Herrenhaus und Kavaliershäuser (2010)

Schloss Gützkow ist ein eingeschossiger Putzbau mit ausgebautem Mansarddach von fünfzehn Achsen. An der Mitte von Hof- und Parkseite befinden sich dreiachsige, zweigeschossige Mittelrisalite mit hohen Lünettengiebeln, Wappenkartuschen und Ziervasen auf den Scheiteln. Im Giebel der Hofseite sind das Blüchersche Wappen und die Datierung „Anno 1777“ angebracht, an der Parkseite befindet sich das in Rocaillen gefasste Monogramm des Bauherrn. Gequaderte Pilaster gliedern die Fassaden.
Im Inneren blieb das Treppenhaus mit zweiläufiger Treppe und durchbrochenem Geländer erhalten, ebenso Teile der Rokokostukkatur wie die Doppelpilaster der Wandgliederungen.
Beiderseits des Herrenhauses befinden sich je zwei eingeschossige Backsteingebäude mit Mansarddach, von denen die näher zum Schloss gelegenen verputzt sind. Diese Kavaliershäuser stammen aus der Bauzeit des Herrenhauses.